# Soko J-22 Orao
Soko J-22 Orao je jurišni zrakoplov jugoslavenske proizvodnje koji je izrastao u 1970-im godinama iz kooperativnog projekta između SFR Jugoslavije i Rumunjske zvano JUROM.

## Povijesni razvoj
Nakon potpisivanja sporazuma o suradnji 1971., kooperativno udruženje JUROM započelo je istraživanje i obradu podataka o tadašnjim dostignućima u vojnim zrakloplovima. Kao uzor razvoju često se uzima zrakoplov Jaguar razvijan također u zajedničkoj suradnji Velike Britanije i Francuske, a koji je se tada približavao serijskoj proizvodnji. J-22 Orao je visoko-krilni zrakoplov koji je bio izrađen od duraluminija, s konvencionalnim rješenjima. Za serijsku proizvodnju bile su zaslužne tvornice Soko Mostar za Jugoslaviju i Centrul National al Industriei Aeronautice Romane (CNIAR). Prvi prototipovi jednosjedi poletjeli su u isto vrijeme u Jugoslaviji (J-22 Orao) i Rumunjskoj (IAR-93) 31. listopada 1974., nedugo poslije 23. siječnja 1977. poletjeli su dvosjedni prototip NJ-22. Serijska proizvodnja započela je u Rumunjskoj 1979., dok je serijska proizvodnja u Jugoslaviji započela 1980. U prvoj seriji, tvornica Soko Mostar napravila je 20 primjeraka, koji su imali određene preinake u odnosu na prototipne zrakoplove. 

### Motor
Izvorno je J-22 bio projektiran za jedan motor veće snage, za kojega je Jugoslavija planirala pregovarati s Velikom Britanijom i SAD-om glede dobivanja licence za izradu. Pošto je Rumunjska bila članica Varšavskog pakta, zapadne sile nisu mogle dozvoliti davanje tako vrijedne licence, stoga je projekt novog lovca morao biti redizajniran kako bi se u njemu mogli koristiti motori Rolls-Royce Viper za koje je tada Jugoslavija već posjedovala licencu te se ugrađivao u zrakoplove Soko G-2 Galeb.
Zbog male snage motora, napravljenog po licenci tada već zastarjelog motora Viper Mk 622-41R, J-22 Orao nije dorastao ulozi za blisku podršku već je bio korišten kao izviđački avion.  Ti motori su bili razvijeni u ranim 1950-tim godinama i bili su tehnološko nazadni: velika potrošnja goriva te niski potisak od 17,79 kN. Dobivanjem licence za motore s naknadnim izgaranjem Viper Mk 633-41 u ranim 1980-tim godinama, omogućava se stvaranje nove inačice J-22(NS) nazvana Orao 2 s boljim osobinama.

## J-22(NS) Orao-2
Osim novog motora ova inačica dobila je i novu avioniku koja je uključivala i Thomson-CSF VE-120T HUD, krila s hibridnim predkrilcem i veći prostor za nošenje goriva. Zrakoplov je sada mogao ponijeti i veći teret: 2 x 500 kg ispod svakog krila, te 800 kg ispod središnje osi. Prototip Orao 2 poletjeo je 20. listopada, dok u serijsku proizvodnju ulazi 1984. Dvosjedna inačica Orla 2 nosila je oznaku NJ-22(NS). Ono po čemu je ovaj zrakoplov najpoznatiji je činjenica da je probni pilot Marijan Jelen u njemu probio zvučnu barijeru i tako je Orao postao prvi i jedini avion domaće konstrukcije, brži od zvuka (Mach 1.03).Za tako nešto je doduše zrakoplov trebalo uvesti u poniranje od 30 stupnjeva. U praktičnoj primjeni ova karakteristika Orlu nije značila baš ništa, ali je to bio dokaz da tadašnja domaća zrakoplovna industrija može u dogledno vrijeme proizvesti nadzvučni avion, što se i planiralo. Ta namjera je u užoj javnosti bila poznata kao Projekt NA (novi avion)ili Yu-supersonic. Zbog raspada države nije došlo do daljneg razvoja tog projekta.

## Povijest korištenja

### Domovinski rat
Tijekom Domovinskog rata Orlovi su djelovali u službi zakoplovstva JNA te zrakoplovstva RS Krajine Ustvari "Orlovi" su bili u formaciji zrakoplovstva bosanskih Srba dok hrvatski pobunjeni Srbi nisu nikada pravno-formalno dobili "Orlove". Orao je korišten za blisku podršku, napade na komunikacije te za izviđačke zadaće. U bliskoj podršci korištene su TV navođene rakete AGM-65 Maverick, kazetne bombe BL-755 te nevođene rakete od 57 mm te 128 mm. Zbog slabe oklopljenosti, niskog potiska motora te nepostojećeh protumjera za navođene toplinske i radarske protuavionske rakete Orlovi su bili laka meta za hrvatsku protuzračnu obranu.

### Rat u Bosni i Hercegovini
Orlovi su u BiH stigli 1991. kada su se jedinice JNA povukle iz Slovenije. Proglašenjem nezavisnosti BiH, 239. LBAE (Lovačko-bombarderska avijacijska eskadrila), koju čini 12 Orlova, bazirana na Banjalučkom vojnom aerodromu postaje jedinica VRS. Eskadrila ubrzo dobiva nadimak "Risovi Vrbas". Djelovanjem kako Hrvatske i Bošnjačke PZO, uništen je velik broj zrakoplova dok su jedan Orao greškom oborile Srbijanske protuzračne snage. Orlovi su slabo sudjelovali tijekom rata zbog zabrane leta.

### Brojnost i korisnici
Danas su jedini korisnici Orla Srbija i Bosna i Hercegovina, a Rumunjska je svoje zrakoplove povukla u travnju 1998. 21. svibnja 2008. kod mjesta Baranda srušio se Orao Srpskog zrakoplovstva pri čemu se pilot uspješno katapultirao.
- Srbija - 33
- Bosna i Hercegovina - 7

## Tehničke karakteristike
Osnovne karakteristike
- posada: 1
- dužina: 13,02 m
- raspon krila: 9,30 m
- površina krila: 26 m2
- visina: 4,52 m

Letne karakteristike
- najveća brzina: 1.160 km/h
- dolet: 1.320 km
  - borbeni dolet: 530 km[3]
- brzina penjanja: 5.340 m/min
- najveća visina leta: 15.000 m
- motor: Dva RR Viper Mk632-47 s naknadnim izgaranjem

Naoružanje
- naoružanje: 2.800 kg naoružanja[4]

2 x 23mm GSh-23L topa
AGM-65 Maverick
Radio vođeni projektil "Grom"
Nevođena raketna zrna, probojne i napalm bombe. Kazetna bomba BL755
R-13 rakete zrak-zrak
- defanzivne mjere: :Sustav pasivnog ometanja

## Slikovnica
- Prototip J-22 u Beogradu
- Prototip J-22 u Beogradu
- Rumunjska inačica J-22, IAR-93SC
- Srpski J-22 u niskom letu (2007.)